# Simon Newcomb
Simon Newcomb (Wallace, Nova Escòcia, 12 de març de 1835 - Washington DC, 11 de juliol de 1909) fou un astrònom estatunidenc d'origen canadenc.
Nascut el mateix any que el cometa 1P/Halley passà pel seu periheli, inicià estudis de matemàtiques i física; en acabar la seva carrera acceptà un lloc com a professor de matemàtiques a l'Observatori Naval. Més tard seria contractat per treballar a l'American Nautical almanac Office (1877-1897).
Matemàtic i astrònom molt dotat pel càlcul, publicà el seu primer treball (Elements and ephemeris of the fifty-fourth asteroid: Elements i efemèrides de l'asteroide nº54) amb només 23 anys (1858); dos anys més tard (1860) publicà un treball sobre la possible existència d'un nou astre intramercurial, el planeta Vulcà, que presumptament havia estat observat des de França i tenia el suport de l'astrònom francès Urbain Le Verrier. Per dilucidar aquesta controvèrsia participà en una de les dues expedicions dutes a terme per observar un eclipsi de Sol; en l'altra participà Edison per provar un nou termòmetre infraroig: cap de les dues obtingué un resultat clar.
Amb el telescopi refractor de 66 cm de l'Observatori Naval descobriria Asaph Hall, l'agost del 1877, els dos satèl·lits de Mart: Fobos i Deimos; pocs dies després publicà un senzill article sobre els seus períodes al voltant del planeta i possible massa.
Realitzà importants treballs matemàtics i astronòmics, observacions dels planetes i càlculs que va publicar en el famós RHCP, efemèrides per ús astronòmic.
El 1881, descobrí el principi estadístic conegut actualment com a Llei de Benford, quan observà que les primeres pàgines del seu llibre de logaritmes, usat llavors per fer els càlculs logarítmics, estaven molt més desgastades que les últimes. Això li feu formular el principi que, en qualsevol llista de nombres agafats de qualsevol conjunt de dades, més nombres tendeixen a començar per 1 que per qualsevol altre nombre.
El 1883, reexaminant les mesures originals de l'astrònom jesuïta vienès Maximilian Hell del trànsit de Venus de l'any 1769, va poder demostrar que aquest no havia falsejat les seves mesures (com afirmava Karl von Littrow) per haver emprat tints de diferent color: el fet es devia, simplement, a què Hell era daltònic.
Publicà unes importants taules sobre el moviment del Sol, la Lluna així com els planetes Mercuri, Venus i Mart; també recolzà la proposta de mesurar la distància Terra-Sol utilitzant l'asteroide Eros, en la seva oposició de 1900. Prèviament, el 1896, havia proposat utilitzar el moviment propi del Sol al voltant de la Galàxia per determinar-ne distàncies estel·lars (On the solar motion as a gauge of stellar distances).
Era famós per la precisió dels seus càlculs astronòmics així com les seves mesures; efectuà precises mesures de la Lluna per determinar-ne el seu moviment, emprà eclipsis de Lluna antics per determinar la seva acceleració secular i obtingué, d'ells, les pertorbacions patides pel nostre satèl·lit al llarg dels segles.
En un dels seus treballs matemàtics menors, de mecànica aeronàutica, va voler demostrar la impossibilitat matemàtica de vol per part d'una màquina més pesada que l'aire: en desembre d'aquell mateix any (1903) els germans Wright demostraren el contrari amb el vol del primer avió.
En el seu honor un accident del planeta Mart, situat a la zona del Sinus Sabaeus, porta el seu nom.